# Henrik Wilhelm Stoopendaal
Henrik Wilhelm Stoopendaal, född 1 september 1822 i Amsterdam, död 23 juni 1896 i Trosa, var en svensk fabrikör och målare.

## Biografi
Henrik Wilhelm Stoopendaal var gift med Charlotta Amalia Pearl samt far till Ferdinand, Georg och Henrik Stoopendaal och farfar till Curt Nyström-Stoopendaal och Mosse Stoopendaal. I början av 1840-talet besökte han Amerika och lärde sig där hur man tillverkade rullgardiner, vid återkomsten till Sverige etablerade han en rullgardinsfabrik i Jönköping som senare flyttades till Göteborg och Stockholm. Han var under några år kring 1800-talets mitt verksam som galanterihandlare i Linköping. Vid sidan av sina verksamheter var han även verksam som konstnär och gjorde bland annat försök med att dekorationsmålade rullgardiner. På världsutställningen i Paris 1878 var har representerad med oljemålade rullgardiner.   